# Rill

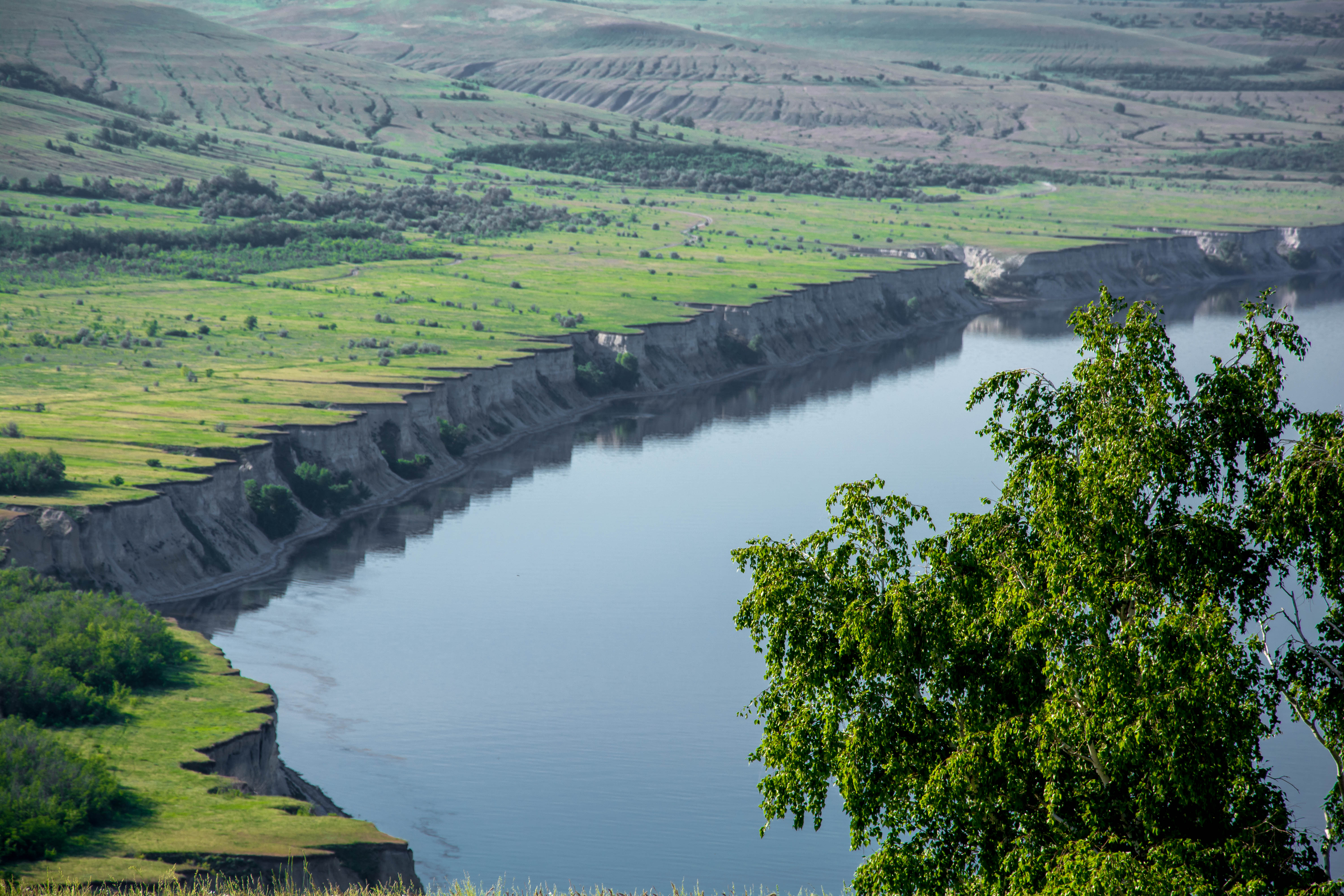
Plateau du haut de falaise, sillonné de rills.

Un rill ou ravineau est une incision étroite et superficielle du sol (rigole ou ravine peu profonde) qui est provoquée par l'érosion consécutive au ruissellement concentré sur une petite portion de terrain, notamment sur un talus ou un glacis. Ce phénomène est commun sur les terrains cultivées ou sans végétation, en pente assez forte (sur pente plus faible s'esquisse plus souvent une organisation en badlands. Elles ne peuvent prendre une grande extension que si les précipitations dépassent 500 mm par an, et à condition que la roche tendre ne présente qu'un pourcentage réduit de bancs durs contre lesquels l'érosion régressive viendrait buter.
Après leur formation initiale, des rills continuent à croître, toujours par le ruissellement. D'autres verront leur taille diminuer car ils sont propices à accueillir des sédiments. Sous certaines conditions, les rills formeront un réseau hydrographique. Dans quelques cas, un rill peut croître jusqu'à former une ravine, un ruisseau et une rivière.
Un rill mark est une incision fossile laissée dans les roches sédimentaires.